# Quận McLennan, Texas
Quận McLennan (tiếng Anh: McLennan County) là một quận trong tiểu bang Texas, Hoa Kỳ. Quận lỵ đóng ở thành phố Waco. Theo kết quả điều tra dân số năm  2000 của Cục điều tra dân số Hoa Kỳ, quận có dân số 230.213 người.